# Theaterhaus am Lindenauer Markt

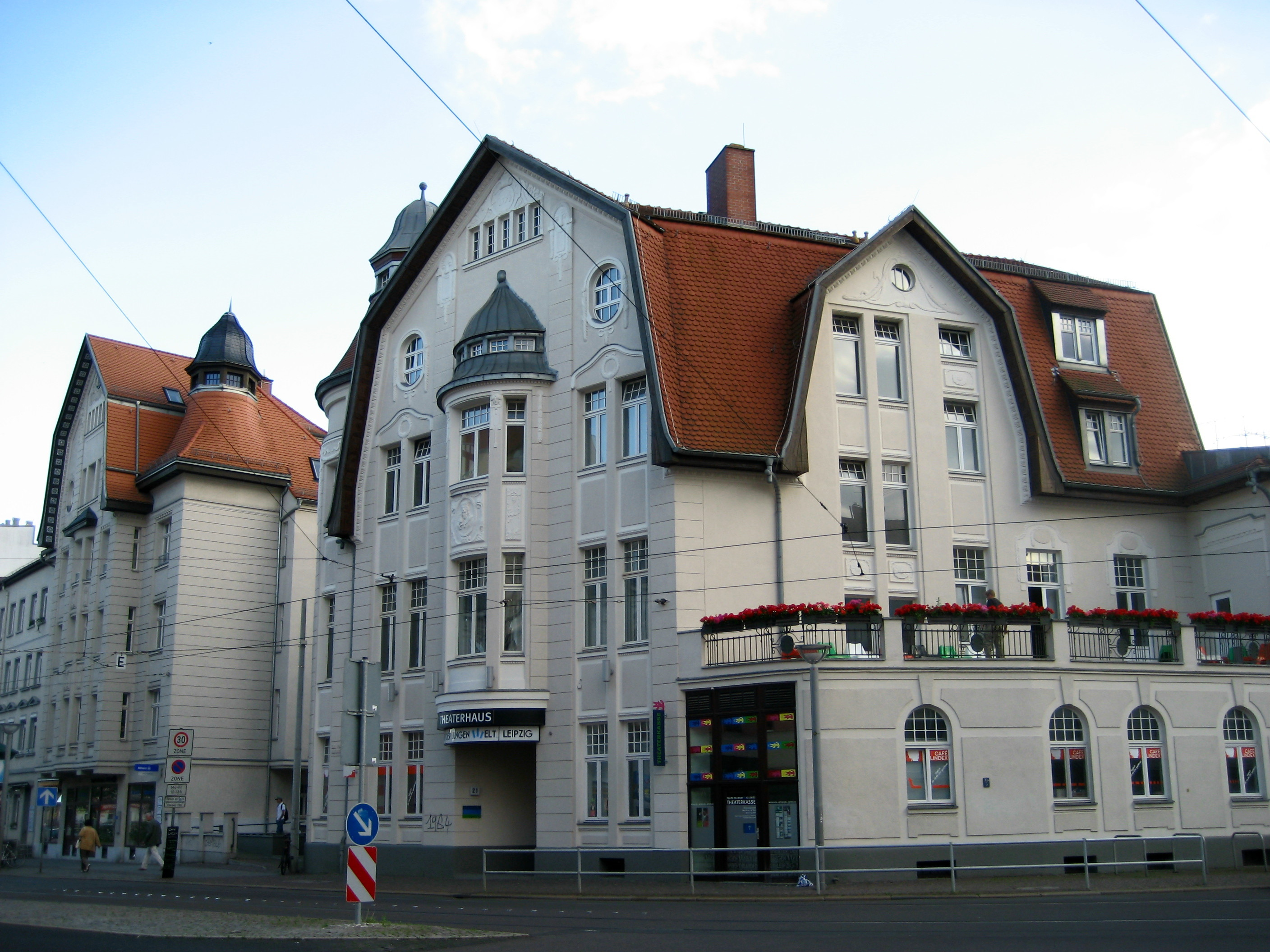
Theaterhaus am Lindenauer Markt (2007)

Das Theaterhaus am Lindenauer Markt oder Theaterhaus Leipzig ist ein Gebäude im Leipziger Stadtteil Altlindenau. Als Haus der Volkskunst war es ab 1960 Bühne der Leipziger Arbeiter- und Laientheater. Von 1999 bis 2018 beherbergte es das Leipziger Off-Theater (LOFFT). Seit 2003 dient es als Hauptspielstätte des Theaters der Jungen Welt.

## Geschichte
Das Haus wurde 1910/11 als Gaststätte und Hotel „Deutsches Haus“ mit angeschlossenem Konzert- und Ball-Etablissement erbaut. Architekt war Carl Fischer. Zudem befand sich hier die Schokoladenhandlung Hermann Quarg. Nach dem Zweiten Weltkrieg, als die meisten Theater der Stadt zerstört waren, spielte hier das Operettentheater der Stadt Leipzig. Nach Fertigstellung des Opernhauses am Augustusplatz zog das Operettentheater (Vorläufer der Musikalischen Komödie) 1960 in das nahegelegene, geräumigere Haus Dreilinden.
Das Haus am Lindenauer Markt diente anschließend unter dem Namen „Haus der Volkskunst“ als Zentrum der Leipziger Arbeiter- und Laientheater. Unter anderem spielte hier das Kabarett Lindenauer Brettl unter Leitung von Lutz Mattkowitz, das 1983 verboten wurde. Im Haus der Volkskunst traf sich ab 1988 der Leipziger Sonntags-Club, aus dem die RosaLinde hervorging – der erste Treffpunkt für Schwule und Lesben in Leipzig außerhalb des kirchlichen Bereichs. Ende 1993 wurde das Haus der Volkskunst geschlossen.
Der Stadtrat beschloss jedoch, das Gebäude zu sanieren und zur Spielstätte für das Theater der Jungen Welt und die Freie Theaterszene (Off-Theater) umzubauen. Die Fassadensanierung begann im Frühjahr 1994. Der Umbau wurde jedoch mehrfach unterbrochen und zog sich bis 2003 hin. Während der Verein zur Förderung des Leipziger Off-Theaters e. V. (LOFFT; dazu gehörte u. a. das vormalige Poetische Theater der Universität) die Bühne bereits ab 1999 nutzte, zog das Theater der Jungen Welt erst nach Abschluss der Umbauarbeiten und Eröffnung des Großen Saals ein. Das LOFFT zog 2018 auf das Gelände der Leipziger Baumwollspinnerei um.

## Beschreibung
In der sächsischen Denkmalliste ist das Haus am Lindenauer Markt 21 als „Theaterbau in halboffener Bebauung, ehemaliges Hotel, mit Saalanbau“ charakterisiert. Architektonisch ist es dem Reformstil zuzuordnen. Es ist ortsgeschichtlich, städtebaulich und baugeschichtlich von Bedeutung. Das Theaterhaus verfügt über einen Großen Saal mit 229 Zuschauerplätzen, einen Kleinen Saal mit 90 und die Etage Eins mit 50 Plätzen. Im Erdgeschoss befindet sich eine gastronomische Einrichtung, die seit Januar 2017 als Café Pan firmiert.